# Савіна Марія Гаврилівна
Марі́я Гаври́лівна Са́віна (рос. Мария Гавриловна Савина), до шлюбу Подраменцова (30 березня (11 квітня) 1854, Кам'янець-Подільський — 8 вересня (21 вересня) 1915, Петроград, нині — Санкт-Петербург) — російська акторка українського походження.

## Біографічні дані
Народилася в родині чиновника 12-го класу, скромного викладача чистописання та малювання Кам'янець-Подільської чоловічої гімназії Гаврила Подраменцова. Невідомо, як склалася б її доля, якби не пристрасне захоплення батька театром. Пробувала свої сили на сцені й Маріїна мати — Марія Петрівна. Недарма спогади Марії про Кам'янець-Подільський чисто театральні: собача комедія, яку зображав дресований пудель в актовій залі гімназії; участь у благодійному спектаклі, який улаштували Маріїні батьки.
Пропрацювавши вісім років (1851—1859) викладачем гімназії, батько, підігрітий успіхами в любительських спектаклях, зважився на рішучий крок — покинути забезпечене місце з державною квартирою заради примарної акторської кар'єри. Він підібрав собі й відповідне сценічне ім'я — Гаврило Стремлянов. 1860 року родина Подраменцових назавжди покидає Кам'янець-Подільський й переїжджає до Одеси. А в гімназії місце викладача чистописання й малювання з 1859 року замість Гаврила Подраменцова обіймає український художник Іван Васьков.
Уже семирічною Марія бере участь у спектаклях. А 3 червня 1864 року в Одесі для 10-літньої акторки, що виступає під сценічним іменем Марія Стремлянова, навіть влаштували бенефіс. У серпні 1869 року у Мінську 15-літня Марія здобула перший ангажемент і стала професійною акторкою. Наступного року Марія одружується з актором Миколою Славичем і, взявши його сценічний псевдонім, назавжди стає на сцені Марією Савіною.
Шлюб був випадковим: безглуздість і непотрібність його стала зрозумілою уже на третій день. Чоловік пиячив, з приятелями пропадав у клубі, з'являвся додому лише під ранок, п'яний, усе програвши. Невдалим був й другий шлюб (1882) з Микитою Всеволожським. З гіркотою казала Марія Гаврилівна, що вона вдова при двох живих чоловіках. І лише 1910 року, одружившись утретє, вперше відчула надійне плече супутника — Анатолія Молчанова.

## В Александринському театрі
Поворотним днем в акторському житті Марії Савіної стало 9 квітня 1874 року, коли 20-літня провінційна акторка з великим успіхом дебютувала на сцені Александринського театру у Санкт-Петербурзі (нині — Російський академічний театр драми імені Олександра Пушкіна). Посівши центральне місце в петербурзькій трупі, Савіна потім усе життя в безперервній боротьбі доводила своє право на прем'єрство.
41-й сезон Савіна провела як прима на сцені Александринського театру. Разом із Марією Єрмоловою, Гликерією Федотовою, Поліною Стрепетовою, Вірою Коміссаржевською у другій половині ХІХ — на початку XX століть входила до п'ятірки найкращих російських акторок.
Чверть століття (1887—1911) Савіна щороку вирушала в гастрольні поїздки провінцією.
1899 року Марії Савіній надали почесне звання — заслужена артистка імператорських театрів. Досконало володіла мистецтвом стислої, вичерпної характеристики персонажів. Грі властиві простота, психологічна тонкість і вишуканість.

## Ролі
- Вірочка («Місяць на селі» Івана Тургенєва).
- Юлія Тугіна («Остання жертва» Олександра Островського).
- Акуліна («Влада темряви» Льва Толстого).

## Вшанування
У 1946-1991 роках у Львові була вулиця Марії Савіної (нині —  вулиця Якова Остряниці).